# Lengfelden (Gemeinde Bergheim)
Lengfelden ist ein zur Gemeinde Bergheim im Bezirk Salzburg-Umgebung gehörendes Dorf und Ortschaft mit 1464 Einwohnern im Land Salzburg in Österreich.

## Geographische Lage
Lengfelden liegt in unmittelbarer Nähe der Stadt Salzburg und grenzt im Südosten an deren Stadtteil Kasern.

## Verkehr
Etwa einen halben Kilometer südlich von Lengfelden – an der Gemeindegrenze zwischen der Stadt Salzburg und der Bergheimer Ortschaft Plain – befindet sich die Ausfahrt Salzburg Nord der Westautobahn (A 1). An dieser nimmt die Lamprechtshausener Straße (B 156) ihren Ausgang, die zuerst nördlich, dann westlich durch Lengfelden geht. Von ihr zweigt die Mattseer Landesstraße (L 101) ab, die weiter Richtung Nordosten in das Salzburger Seengebiet führt.
Mit öffentlichen Verkehrsmitteln erreichbar ist Lengfelden mit der Salzburger Autobuslinie 21, die in Bergheim Anschluss an die Salzburger Lokalbahn bietet. Außerdem gibt es von Salzburg abfahrende Regionalbusse in das Seengebiet, die im Ortsgebiet von Lengfelden drei Haltestellen haben.